# Kitumbalomo
Kitumbalomo ist ein Verwaltungsbezirk (Ward) des Distrikts Mbinga in der tansanischen Region Ruvuma.

## Geografie
Kitumbalomo liegt im Südwesten von Tansania etwa 80 Kilometer Luftlinie westlich der Regionshauptstadt Songea und 20 Kilometer vom Malawisee entfernt Das Gebiet ist gebirgig mit Tälern auf etwa 1300 Metern Seehöhe und Bergen bis knapp 2000 Metern. Der Bezirk grenzt im Norden an Mhongozi, im Nordosten an Lukaresi, im Osten an Kihangi Mahuka und im Westen an Matiri. Bei der Volkszählung 2022 lebten 5725 Menschen in 1308 Haushalten auf einer Fläche von 37 Quadratkilometern.

## Gliederung
Der Bezirk besteht aus zwei Gemeinden (Mtaa) mit 20 Orten (Kitongoji):
| Mapipili - Mbeya - Shuleni - Mapipili Asili - Laini - Ndepa A - Ndepa B - Tyola - Kaleja - Ndolalela - Lushoto - Nkwela | Liwihi - Maweni Kaskazini - Maweni Kusini - Masisiwa - Yelusalemu - Shuleni - Arusha - Liwihi Kati - Kitunda - Mtakanini |

## Wirtschaft und Infrastruktur
- Landwirtschaft: Im Bezirk wird seit 1886 Kaffee angebaut.[8]
- Bildung: In Kitumbalomo liegen sechs Grundschulen, eine weiterführende Schule ist im Bau (Stand 2025).[9]
- Gesundheit: In jeder der beiden Gemeinden Mapipili und Liwihi befindet sich eine staatliche Apotheke.[10][11]